# Pedro Flores García
Pedro Flores García (Murcia, 5 de febrero de 1897 - París, 8 de octubre de 1967) fue un pintor de la región de Murcia que formó parte de la Escuela española de París.

## Biografía
Nació en Murcia el 5 de febrero de 1897 en el seno de una familia humilde, estudió en los Maristas y en los Jesuitas, pero con diez años comenzó a trabajar como aprendiz en un taller de pintura decorativa, participando en la decoración del Teatro Circo Villar y los cafés Moderno y El Sol. En 1908 comenzó a asistir a clases en la Academia de Bellas Artes de la Real Sociedad Económica de Amigos del País y después los continuó en el Círculo de Bellas Artes. Junto a Luis Garay comenzó a trabajar en un taller litográfico y aprendió técnicas fotográficas participando en el retoque fotográfico. Las fotografías que tomaba por la huerta de Murcia las utilizó como inspiración. Pronto obtiene diversos premios con sus pinturas y en 1927 obtiene un gran reconocimiento de crítica en la exposición colectiva que realiza junto a Ramón Gaya y Luis Garay en la Galería Dalmau de Barcelona.

### Estancias en París
En 1928 recibió una beca para continuar sus estudios en París y residió en la capital francesa durante cinco años, regresando a Madrid en 1933, pero pronto se desplaza a Barcelona para impartir clase de dibujo en el instituto Balmes. Al terminar la guerra civil regresa a París y pasa a formar parte de la denominada Escuela española de París en la que se incluía a Pablo Picasso, Ginés Parra, Francisco Bores, Antoni Clavé, etc. Desde su estudio de Montparnasse realizó la mayor parte de su trabajo, además de sus pinturas realizaba ilustraciones, motivos de tapicerías y escenografías.
Regresó a Murcia en 1962 para decorar la cúpula del Santuario de la Fuensanta, regresando a París al finalizar el trabajo, donde murió en 1967.

## Obra
Su estilo era vanguardista con influencias del cubismo, fauvismo y expresionismo. Estética pictórica en la que utilizaba una geometría de formas y planos, realizando gruesos trazos para delimitar la figura y reforzar la composición, empleando colores intensos y pintando sobre diversos soportes como óleos, aguafuertes, ilustraciones y escenografías.
Algunas de sus obras en orden cronológico son:
- 1916 Retrato de Josefina Borja Flores
- 1920 Plaza Belluga, Autorretrato con chaleco, Paisaje con palmeras y Retrato de Mateo
- 1925 La espera, La santa, Bodegón, Dalias y libros, Mañana de invierno, Bodegón con botella negra y Autorretrato con sombrero.
- 1926 Matrona del Almudí, Huerto de cipreses, Huerto y Homenaje a Gaya.
- 1927 Autorretrato.
- 1929 Retrato de Antonia, Torero y maja, Arlequín y Colombina, Notre Dame, Mujer con niño y Mujer en interior.
- 1930 Rue Galande, Dos figuras, Arlequín y su hijo, Le Marché Mouffetard y Rue Montebello.
- 1931 Dama.
- 1935 Retrato de Pedro y Mujer sentada.
- 1937 Retrato de Antonio.
- 1938 Retrato de su hijo Antonio.
- 1940 El dandi.
- 1942 Arlequín, Naturaleza muerta con silla y Mesa con bodegón y tijeras.
- 1943 Naturaleza muerta con frutero y Bodegón con gallo.
- 1945 Desnudo.
- 1946 Naturaleza muerta y Retrato.
- 1947 Paisaje bretón.
- 1950 Maja y torero y Retrato de Carlos Ruiz Funes.
- 1962 Decoración mural del Santuario de la Fuensanta.

Aunque la mayor parte de su obra se encuentra en colecciones privadas, parte de su obra se puede contemplar en: Centro Georges Pompidou de París, MNCARS de Madrid, museo nacional de Praga, Museo de Arte Moderno de Buenos Aires, Museo de Bellas artes de Puerto Rico, MACCSI de Caracas, museo de arte moderno de Niza, museo de arte moderno de Céret, MNAC de Barcelona y en el Museo de Bellas Artes de Murcia.